# Shuangshan, Chongqing
Shuangshan (kinesiska: 双山) är en köping i sydvästra Kina. Den ligger i stadsdistriktet Tongliang i storstadsområdet Chongqing, omkring 77 kilometer väster om det centrala stadsdistriktet Yuzhong. Antalet invånare är 7 329. Befolkningen består av 3 643 kvinnor och 3 686 män. Barn under 15 år utgör 21,0 %, vuxna 15-64 år 59 %, och äldre över 65 år 19,0 %.